# Porto Vitória
Porto Vitória – miasto i gmina w Brazylii, w stanie Parana. Znajduje się w mezoregionie Sudeste Paranaense i mikroregionie União da Vitória.